# Duarte Manuel Bello
Duarte Manuel Pinto Coelho de Almeida Bello (Maputo, 26 de julio de 1921-Lisboa, 3 de julio de 1994) fue un regatista portugués que compitió en cinco Juegos Olímpicos de Verano: Londres 1948, Helsinki 1952, Melbourne 1956, Roma 1960 y Tokio 1964. Ganó una medalla de plata en la clase Swallow en Londres 1948, junto con su hermano Fernando Pinto Coelho Bello, y quedó en cuarto lugar en Helsinki 1952 (clase 5.5 Metre) y en Melbourne 1956 (Star).

## Biografía
Duarte nació en la Maputo colonial del matrimonio conformado por Duarte Mendes de Almeida Bello y Maria do Pilar Pinto Coelho, el 26 de julio de 1921. A través de un error administrativo, la letra M que debería haber sido Mendes según su padre se convirtió en Manuel. 
A los 7 años de edad, su familia regresó a la metrópoli, donde comenzó a navegar el Sharpie.
En 1943, se casó con María Antonia Carneiro Bustorff Silva, hija de uno de los abogados más destacados de esa época en Portugal, así como con un marinero. Fue ingeniero civil y trabajó en la línea ferroviaria nacional Comboios de Portugal.

## Carrera deportiva
Bello navegó barcos de quilla de clase Star, ganando medallas de plata en el Campeonato Mundial de 1953 y 1962, y un bronce en 1952. Fue conocido como un innovador de equipos que inventó varios dispositivos, incluidos los "Balo bailers" automáticos en 1954, y la pista circular boom-vang c. 1962.

## Palmarés internacional
| Juegos Olímpicos | Juegos Olímpicos      | Juegos Olímpicos | Juegos Olímpicos |
| Año              | Lugar                 | Medalla          | Clase            |
| ---------------- | --------------------- | ---------------- | ---------------- |
| 1948             | Londres (Reino Unido) | Medalla de plata | Swallow          |

| Campeonato Mundial | Campeonato Mundial | Campeonato Mundial | Campeonato Mundial |
| Año                | Lugar              | Medalla            | Clase              |
| ------------------ | ------------------ | ------------------ | ------------------ |
| 1952               | Cascaes (Portugal) | Medalla de bronce  | Star               |
| 1953               | Nápoles (Italia)   | Medalla de plata   | Star               |
| 1962               | Cascaes (Portugal) | Medalla de plata   | Star               |
| Campeonato Europeo |                    |                    |                    |
| Año                | Lugar              | Medalla            | Clase              |
| 1959               | n. d.              | Medalla de bronce  | Star               |
| 1962               | Cascaes (Portugal) | Medalla de oro     | Star               |
| 1964               | n. d.              | Medalla de plata   | Star               |
| 1973               | n. d.              | Medalla de bronce  | Star               |